# Дилленбург
Дилленбург (нем. Dillenburg) — город в Германии, районный центр, расположен в земле Гессен. Подчинён административному округу Гиссен. Входит в состав района Лан-Дилль. Население составляет 23 608 человек (на 31 декабря 2010 года). Занимает площадь 83,88 км². Официальный код — 06 5 32 006.

## Достопримечательности
Башня Вильгельма Оранского (Вильгельмстурм) на месте средневекового замка Дилленбург — основная достопримечательность города. Построена между 1872—1875. Сам замок начали строить ещё в 1130. В 1760 году, во время Семилетней войны, замок был разрушен. Сегодня в башне располагается исторический музей, где можно много узнать о Вильгельме I из хранящихся там многочисленных экспонатов и документов.

## Транспорт
Узел общественного транспорта Дилленбурга образуют железнодорожный вокзал станции Дилленбург и центральный автобусный вокзал, который обслуживается многими автобусными линиями, соединяющимися с окружающей сельской местностью.

## Фотографии

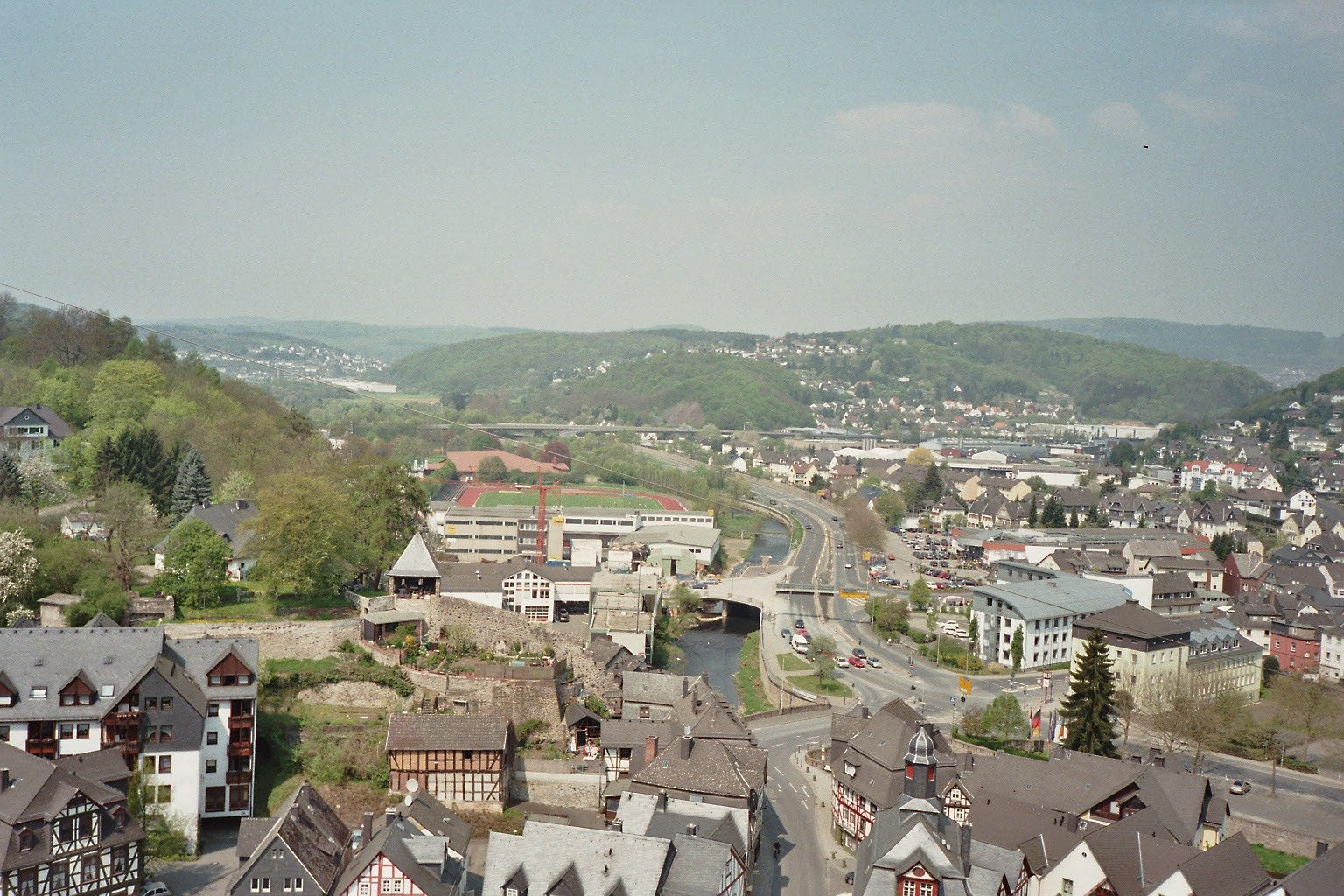
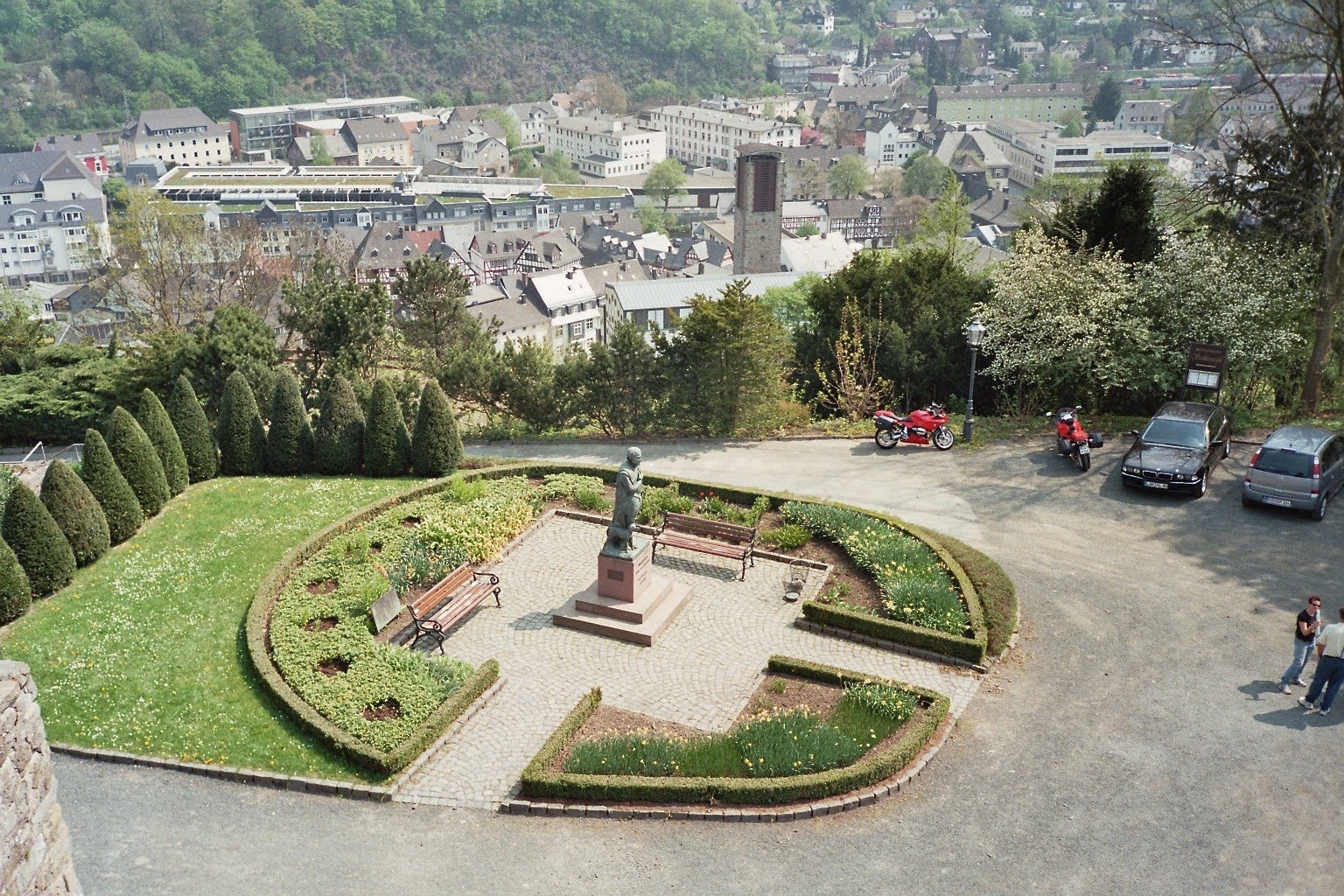
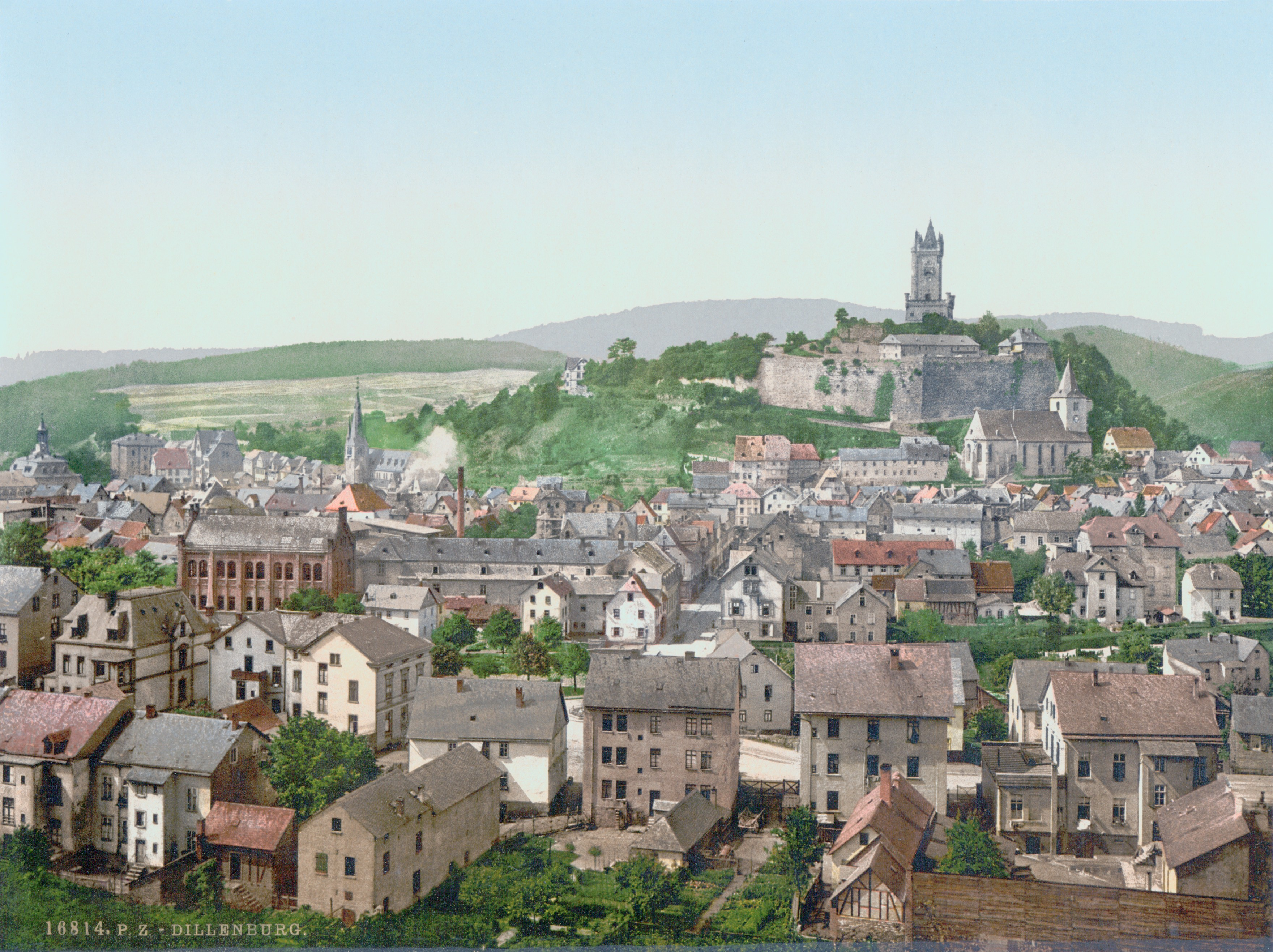